# Monochromadora crassicauda
Monochromadora crassicauda är en rundmaskart som beskrevs av W. Schneider 1937. Monochromadora crassicauda ingår i släktet Monochromadora och familjen Tripylidae. Inga underarter finns listade i Catalogue of Life.